# فاكوندو كيروش
فاكوندو كيروش (بالإسبانية: Facundo Queiroz) هو لاعب كرة قدم أوروغواياني، ولد في 16 مارس 1998 في مونتيفيديو في الأوروغواي. لعب مع بيلا فيستا ونادي مينسك.